# الآن، نحن نفترق
الآن، نحن نفترق (هانغل: 지금, 헤어지는 중입니다; رر: Jigeum, Heeojineun Jungibnida)؛ هو مسلسل تلفزيوني درامي رومانسي كوري جنوبي من إخراج لي جيل بوك، وتأليف جي ان، وإنتاج شركة سامهوا نتورك ويونايتد آرتسيز إجينسي لصالح قناة إس بي إس، من بطولة سونغ هاي كيو ، جانغ كي يونغ ، كيم جو هون ، تشوي هي سيو ، تدور أحداث المسلسل حول الوقوع في الحب والانفصال. تم بثه على SBS TV من 12 نوفمبر 2021 إلى 7 يناير  2022، بث كل يومي الجمعة والسبت الساعة 22:00 (KST).

## القصة
قصة حب وانفصال، تدور احداث المسلسل حول سيدة تدعى «ها يونغ اون» هي قائد فريق جميلة وعصرية لقسم التصميم في شركة أزياء تسمى «ذا ون»
وشاب ثرب يدعى يون جاي جوك، هو مصور فريلانسر.

## بطولة
- سونغ هاي كيو في دور ها يونغ اون.[13]

ابنة كانغ جونغ جا و ها تيك سوو، وصديقة مقربة لـ هوانغ تشي-سيوك وجيون مي سوك، قائدة فريق التصميم في شركة أزياء تسمى «ذا ون».
- جانغ كي يونغ في دور يون جاي جوك.

مصور أزياء جذاب ومستقل.
- تشوي هي سيو في دور هوانغ تشي سوك.[14]

مديرة التصميم في شركة ذا ون، ابنة الرئيس التنفيذي هوانغ، وهي صديقة مقربة لـ ها يونغ اون و جيون مي سوك، وأخت هوانغ تشي هيونغ الكبرى.
- كيم جو هون في دور سيوك دو هيون.

ممثل شركة العلاقات العامة الموهوبة.
- بارك هيو جوو في دور جيون مي سوك.[15]

38 عامًا، زميلة هوانغ تشي سوك وها يونغ أون في المدرسة الثانوية، وزوجة كواك سو هو، تخلت عن حياتها المهنية كعارضة أزياء لتتزوج كواك سو هو.
- يون نا مو بدور كواك سو-هو.

36 سنة، نائب رئيس فريق التخطيط، زوج جيون مي سوك وزميل سوك دو هون.

## المشاهدات
| الموسم | الموسم | رقم الحلقة | رقم الحلقة | رقم الحلقة | رقم الحلقة | رقم الحلقة | رقم الحلقة | رقم الحلقة | رقم الحلقة | رقم الحلقة | رقم الحلقة | رقم الحلقة | رقم الحلقة | رقم الحلقة | رقم الحلقة | رقم الحلقة | رقم الحلقة | المتوسط |
| الموسم | الموسم | 1          | 2          | 3          | 4          | 5          | 6          | 7          | 8          | 9          | 10         | 11         | 12         | 13         | 14         | 15         | 16         | المتوسط |
| ------ | ------ | ---------- | ---------- | ---------- | ---------- | ---------- | ---------- | ---------- | ---------- | ---------- | ---------- | ---------- | ---------- | ---------- | ---------- | ---------- | ---------- | ------- |
|        | 1      | 1.146      | 1.503      | 1.285      | 1.454      | 1.249      | 1.327      | 1.174      | 1.264      | 1.216      | 1.153      | 1.091      | 1.004      | 0.851      | غ/م        | 1.182      | 1.363      | N/A     |

| رقم الحلقة | تاريخ البث الأصلي | متوسط حصة الجمهور | متوسط حصة الجمهور | متوسط حصة الجمهور |
| رقم الحلقة | تاريخ البث الأصلي | (AGB Nielsen)     | (AGB Nielsen)     | TNmS              |
| رقم الحلقة | تاريخ البث الأصلي | على الصعيد الوطني | سيئول             | على الصعيد الوطني |
| ---------- | ----------------- | ----------------- | ----------------- | ----------------- |
| 1          | 12 نوفمبر 2021    | 6.4%              | 6.6%              | —                 |
| 2          | 13 نوفمبر 2021    | 8.0%              | 9.0%              | 6.8%              |
| 3          | 19 نوفمبر 2021    | 7.3%              | 7.3%              | 5.5%              |
| 4          | 20 نوفمبر 2021    | 7.9%              | 8.5%              | 5.7%              |
| 5          | 26 نوفمبر 2021    | 7.0%              | 7.5%              | 5.3%              |
| 6          | 27 نوفمبر 2021    | 7.6%              | 8.4%              | —                 |
| 7          | 3 ديسمبر 2021     | 6.4%              | 6.9%              | —                 |
| 8          | 4 ديسمبر 2021     | 6.9%              | 7.4%              | 5.0%              |
| 9          | 10 ديسمبر 2021    | 6.9%              | 7.5%              | 5.2%              |
| 10         | 11 ديسمبر 2021    | 6.8%              | 7.5%              | 5.4%              |
| 11         | 17 ديسمبر 2021    | 6.5%              | 6.9%              | 4.4%%             |
| 12         | 24 ديسمبر 2021    | 5.7%              | 6.3%              | —                 |
| 13         | 25 ديسمبر 2021    | 4.9%              | 5.5%              | —                 |
| 14         | 1 يناير 2021      | 4.2%              | 4.6%              | —                 |
| 15         | 7 يناير 2021      | 6.8%              | 6.8%              | 5.3%              |
| 16         | 8 يناير 2021      | 6.7%              | 7.1%              | 4.9%              |
| المعدل     | المعدل            | 6.625%            | 7.1%              | N/A               |

## الإنتاج

### صناعة
في 29 يوليو 2021 ،  وقعت شركة سامهوا نتورك عقد توريد وإنتاج بقيمة 8.96 مليار وون مع المقر الرئيسي لدراما، قسم Studio S التابع لي إس بي إس (560 مليون وون لكل حلقة)، وأعلنت عن بيع تراخيص حقوق البث OTT الخارجية لشركة PCCW في الخامس من الشهر، المالكة لمنصة VIU.
المسلسل من إخراج لي جيل بوك الذي اعمل على الدراما الطبية دكتور رومانسي 2 الذي حقق أكثر من 5 مليون مشاهدة في كوريا، ومن كتابة جي ان التي كتبت مسلسل JTBC «ضبابي» والتي حققت حوالي 1.7 مليون مشاهدة.

#### موسيقى
يتولى إدارة موسيقى المسلسل تشوي سيونغ ووك، من اعماله مسلسلات مثل أسف انا احبك، قابيل وهابيل، وابتلاع الشمس، ويوم الربيع والرجل السيء، كما شارك في تلحين كثير من الاغاني والمسلسلات.

### طاقم
في 23 يونيو 2020 ، أعلنت شركة هوايي برذرز أنه عرض على الممثلة سوو آي للإنضمام في الدراما وكانت تفكر في الاقتراح، لكنها رفضت في النهاية. في نوفمبر 2020 ، ذكرت وكالة الممثلة سونغ هاي كيو، أنها كانت تفكر في انضمام في الدراما، ظهرت آخر مرة في المسلسل التلفزيوني لقاء لعام 2018. تعود يون جونغ هي إلى الدراما التلفزيونية بعد توقف دام 7 سنوات، وكانت آخر مرة لعبت فيها دور البطولة في دراما «الأكبر» لعام 2014. في 10 مارس ، تم تأكيد قائمة الممثلين للمسلسل هم : يونغ هاي كيو ، جانغ كي يونغ ، تشوي هي سيو ، كيم جو هون ،  نام جي اه ، تشوي هونغ ايل ، جو  جين- مو ، تشا هوا-ايو ، جانغ  هيوك-جين ، سونغ يوو-هيون ، لي جوو-ميونغ ، بارك هيو جوو ، يون نام موو ، يون جون هي. انضم لاحقًا كل من كي اون سي وكيم دو جيون ويورا واوه سي هوون وشين دونغ ووك إلى فريق التمثيل. في 30 سبتمبر، تم نشر صور من موقع قراءة السيناريو للجمهور.

### التصوير
بدأت سونغ هاي كيو تصوير الدراما في سيئول في 9 أبريل 2021 ، هذا هو أول مشروع لها بعد توقف دام عامين.
يتم تصوير المسلسل في مركز إنتشون للثقافة والفنون، الواقع في منطقة الأعمال الدولية سونغ دو، تم إنشاء مركز للفنون ليكون المقر الرئيسي لشركة الأزياء ذا وان.
انتهى تصوير المسلسل رسمياً في 12 سبتمبر 2021.

## البث الدولي
في 1 يونيو 2021 ، أعلنت إس بي إس أن حقوق البث الخاصة بمسلسل قد بيعت بالفعل في اليابان.
أعلنت منصة Viu ان المسلسل سيكون متوفرا أيام البث اسبوعياً ، كجزء من سلاسل Viu الأصلية، مثل إصداراتهم السابقة مثل النهر حيث يرتفع القمر ، الموت في خدمتك ، السماء الحمراء. ذكرت سامهوا نتورك في وقت سابق أنها باعت حقوق البث لشركة فيو الأم (PCCW Media) ، سيكون متوفر في مناطق آسيا والشرق الأوسط وشمال إفريقيا باستثناء كوريا واليابان والصين حتى 4 أغسطس 2031 وفقًا للعقد.

## روابط خارجية
- الموقع الرسمي
 (بالكورية)
- الآن ، نحن نفترق على موقع IMDb (الإنجليزية)
- الآن ، نحن نفترق على موقع كينوبويسك (الروسية)
- الآن ، نحن نفترق على موقع قاعدة بيانات الفيلم (الإنجليزية)
- الآن، نحن نفترق على هانسينما (بالإنجليزية)